# 放射攝影
放射攝影是一種利用X射線、伽馬射線或類似的電離輻射和非電離輻射的成像技術，用於觀察物體的作業。放射攝影的應用範圍包括醫學放射攝影（診斷"和"治療"）和工業放射攝影。類似的技術也應用於機場安檢（其中"全身掃描器"通常使用反射X射線）。在傳統放射攝影中，透過X射線發生器產生一束X射線，並投射到物體上。物體會吸收一部分X射線或其他輻射，吸收量取決於物體的密度和結構組成。透過物體的X射線通過一個偵測器（可能是照相膠片或數字偵測器）在物體後方被捕獲。使用這種技術創建的平面二維影像稱為投影式放射攝影。而在計算機斷層掃描（CT掃描）中，X射線源和相關的偵測器會繞著物體旋轉，物體本身則通過所產生的錐形X射線束移動。物體內的任何一個點會在不同時間被來自不同方向的多個射線交叉掃描。這些射線的衰減信息被整合並進行計算，生成在三個平面上（軸向、冠狀和矢狀）的二維影像，並可進一步處理以生成三維影像。
近年放射攝影成長幅度最多也最受關注的項目是斷層掃描，簡稱CT掃描的這類醫療行為是使用電離輻射（X射線輻射）結合電腦來創建軟組織和硬組織的影像。這些影像看起來就像患者被像麵包一樣切成薄片，而易於觀察。儘管CT使用的電離輻射量較診斷性X射線輻射更高，但隨著技術的進步，CT輻射劑量和掃描時間已經減少。